# James Brooker
James Brooker (Cass City (Míchigan), Estados Unidos, 12 de agosto de 1902-25 de septiembre de 1973) fue un atleta estadounidense, especialista en la prueba de salto con pértiga en la que llegó a ser medallista de bronce olímpico en 1924.

## Carrera deportiva
En los JJ. OO. de París 1924 ganó la medalla de bronce en el salto con pértiga, saltando por encima de 3.90 metros, siendo superado por sus compatriotas los también estadounidenses Lee Barnes y Glen Graham, ambos con un salto por encima de 3.95 metros.